# Hohenweiler
Hohenweiler est une commune autrichienne du district de Brégence dans le Vorarlberg.

## Histoire
La ville est conquise le 29 avril 1945 par une patrouille du "Combat Command" C.C.4 de la 5e division blindée (France) de la 1re armée française. C'est la première incursion d'une unité française sur le territoire autrichien.